# Жуљевито тело
Жуљевито тело (латински: corpus callosum), је калосална комисура, широк, дебео нервни тракт, који се састоји од равног снопа комисуралних влакана, испод мождане коре у мозгу. Налази се само код плацентних сисара. Обухвата део уздужне пукотине, повезујући леву и десну мождану хемисферу, омогућавајући комуникацију између њих. То је највећа структура беле материје у људском мозгу, дугачка око десет центиметара и састоји се од 200–300 милиона аксоналних пројекција.
Бројни одвојени нервни трактови, класификовани као подрегије жуљевитог тела, повезују различите делове хемисфера. Главни су познати као гену, рострум, труп или тело и спленијум.

## Варијације међу половима
Жуљевито тело и његов однос према полу су били предмет дебате у научним и лаичким заједницама више од једног века. Првобитно истраживање почетком 20. века тврдило је да се корпус разликује по величини између мушкараца и жена. То истраживање је заузврат доведено у питање и на крају је уступило место напреднијим техникама снимања за које се чинило да побијају раније корелације. Међутим, напредне аналитичке технике компјутерске неуроанатомије развијене 1990-их показале су да су полне разлике јасне, али ограничене на одређене делове тела, и да су у корелацији са когнитивним перформансама у одређеним тестовима. МРИ студија је открила да је површина попречног пресека средњег сагиталног жуљевитог тела, након контроле величине мозга, у просеку пропорционално већа код жена.
Анализа по облику и величини је коришћена за проучавање специфичних тродимензионалних математичких односа са магнетном резонанцом и пронашла је доследне и статистички значајне разлике међу половима. Специфични алгоритми су у једном прегледу пронашли значајне разлике између два пола у преко 70% случајева.
Студија из 2005. године о величинама и структури жуљевитог тела код трансродних особа открила је да је структурно више у складу са њиховим декларисаним полом него њиховим додељеним полом по рођењу.

## Клинички значај

### Епилепсија
Симптоми рефракторне (тешке за лечење) епилепсије могу се смањити пресецањем калосума. Ово је обично резервисано за случајеве у којима су сложени или гранд мал напади изазвани епилептогеним фокусом на једној страни мозга, изазивајући међухемисферну електричну олују. Дијагностички рад за ову процедуру укључује електроенцефалограм, МРИ, ПЕТ скенирање и евалуацију од стране неуролога, неурохирурга, психијатра и неурорадиолога пре него што се може размотрити операција делимичне лоботомије.

### Неуспех у развоју
Формирање почиње са првим средњим укрштањем пионирских аксона око 12. недеље у пренаталном развоју човека или 15. дана у ембриогенези миша. Агенеза жуљевитог тела (АЦЦ) је редак урођени поремећај који је једна од најчешћих малформација мозга уочених код људи, у којој је жуљевито тело делимично или потпуно одсутно. АЦЦ се обично дијагностикује у прве две године живота, и може се манифестовати као тешки синдром у детињству, као блаже стање код младих одраслих или као асимптоматски случајни налаз. Почетни симптоми АЦЦ обично укључују нападе, који могу бити праћени проблемима храњења и кашњењем у држању главе усправно, седењу, стајању и ходању.
Друге студије су такође повезале могуће корелације између малформације жуљевитог тела и поремећаја из спектра аутизма.

## Галерија
- Corpus callosum
- Коронални Т2 (обрнута сива скала) МРИ мозга на нивоу каудатних језгара са нагласком на жуљевито тело.
- Трактографија
- Жуљевито тело са анатомографијом.
- Сагитални пост мортем пресек кроз средњу линију мозга. Жуљевито тело је закривљена трака светлијег ткива у центру мозга изнад хипоталамуса. Његова лакша текстура је због већег садржаја мијелина, што резултира бржим преносом неуронских импулса.